# Jakuten-Rind

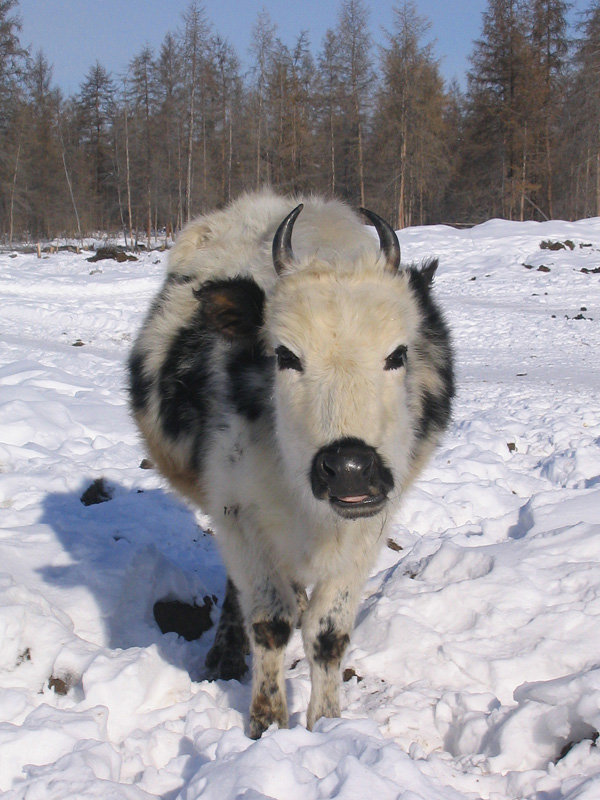
Weibliches Jakuten-Rind im Bezirk Eveno-Butantay der Republik Sacha in der Russischen Föderation.

Das Jakuten-Rind (russisch якутский скот, transkribiert jakutski skot; jakutisch саха ынаҕа, saxa ınağa) ist eine Landrinderrasse aus Russland.

## Zuchtgeschichte
Das Jakuten-Rind ist eine Untergruppe des Sibirischen Rindes. Ursprünglich stammt es aus der Gegend um Batagai-Alyta (Sakkyryr) und Kustur westlich von Werchojansk, im Tal des Bytantai und seiner Nebenflüsse. Bis in die erste Hälfte des 20. Jahrhunderts war die Rasse in Jakutien weit verbreitet. Ab 1929 wurde sie durch Verdrängungskreuzungen mit Simmentalern und der Cholmogorje-Rasse aus dem europäischen Teil Russlands stark zurückgedrängt.

## Charakteristika
- Farbe schwarz, rot oder leopardenähnlich gefleckt mit weißen Flecken an Kopf und Unterbauch, Rückenlinie weiß
- Konstitution stark, Körper klein, tiefer Rumpf
- Kopf kurz, breit, leicht; breite Stirn; sehr verschiedenartige Hörner
- Hals kurz und dick
- Widerrist niedrig und breit
- Brust tief, gerade; gut entwickelte Wamme; Bauch ausladend
- Rücken, Lende, Kruppe gerade
- Hinterviertel leicht absackend, dachförmig; etwas steif in der Hüfte
- kurze, starke Beine
- Euter klein und fest, stark behaart (zum Schutz vor Kälte und Mücken)
- dichtes Fell mit hohem Deckhaaranteil
- Anpassung an das raue Klima Sibiriens; Fälle des längerfristigen Überlebens im Freien bei −40 °C sind bekannt
- Futtergenügsamkeit
- Gewicht Kühe 350–400 kg, Stiere 500–550 kg
- Milchleistung 1000 kg mit 5,1 % Fett
- Fleischqualität gut
- Mastfähigkeit gut
- Krankheitsresistenz gegen Tuberkulose, Leukose, Brucellose

## Vorkommen
Heute (2009) sind lediglich 0,3 Prozent der Rinder in Sacha Jakuten-Rinder. 1980 existierten nur noch 653 Tiere im Rajon Werchojansk.

## Quelle
- YAKUT (Yakutskii skot) In: N. G. Dmitriev, L. K. Ernst: Animal genetic resources of the USSR. (PDF) FAO Animal Production and Health Paper 65. Food and Agriculture Organization of the United Nations, Rom, 1989.